# Лукичева, Ксения Марселевна
Ксения Марселевна Лукичева (род. 31 января 1981, Нижнекамск, Татарская АССР) — российская журналистка, медиаменеджер, специалист по рекламе и связям с общественностью. В прошлом была главным редактором интернет-изданий «AdMe», «Площадь Свободы» и «Инде». Работала креативным директором онлайн-кинотеатра «Иви» и сети городских порталов в Hearst Shkulev Digital. Феминистка. С июня 2021 года занимает должность заместителя генерального директора по коммуникациям российского маркетплейса KazanExpress.

## Биография
Родилась 31 января 1981 года в Нижнекамске. Начала читать в 3 года, а в школу пошла сразу во второй класс. В возрасте 13 лет решила стать журналисткой. До 10 класса была отличницей, а в 10 классе стала работать на телеканале, и школу закончила, получив четыре «четвёрки». После школы поступила на заочное отделение факультета журналистики Казанского государственного университета, который закончила в 2003 году с отличием. В 2005 году переехала в Казань.

## Карьера
Карьера журналистки у Ксении началась в 15 лет с нижнекамской молодёжной газеты «Свободная территория», в которой она приступила к работе корреспондентом. В 1996 году она пришла на стажировку в Нижнекамскую телерадиокомпанию («НТР») где впоследствии проработала 9 лет. Переехав в Казань в 2005 году, начала работать продюсером в рекламном агентстве «ГрАни». Через полгода ушла из агентства и затем на протяжении полутора лет работала маркетологом в сети книжных магазинов «Книжный двор».
В 2007 году Ксения устраивается редактором в издание «AdMe», посвящённое рекламе. Её статья «ОАО „Детский табак“», написанная в 2011 году, упрекала ОАО «Донской табак» в том, что компания с помощью дизайна пачек сигарет и рекламной кампании пропагандирует курение среди подростков. Блогеры в Интернете также возмущались этим фактом. Публикация статьи в «AdMe» и возникший общественный резонанс в блогах привели к тому, что «детские» пачки сигарет были отозваны на редизайн. В 2012 году Ксения становится главным редактором «AdMe». В качестве главного редактора ей была поставлена задача роста аудитории на 10 % каждый месяц. Ксения настояла на привлечении к работе в издании фоторедактора и SMM-специалиста, а за год её работы главным редактором посещаемость сайта выросла более чем вдвое, до 15 миллионов посетителей. В августе 2015 года Ксения сообщила о том, что покидает пост главного редактора «AdMe» и заявила о своём увольнении. Причиной такого решения она назвала своё желание двигаться дальше.
В сентябре 2015 года Ксения была назначена креативным директором онлайн кинотеатра «Иви». В её обязанности входили развитие портала о кино «Титр», а также запуск и сопровождение проекта персонализированного телевидения. Через год, в конце сентября 2016 года, она покидает «Иви», чтобы начать заниматься платформой для авторского контента «Сплэш».
В ноябре 2016 года Ксения, совместно с бывшим генеральным директором и основателем газеты «КоммерсантЪ» Владимиром Яковлевым, запускают «платформу для авторских тематических проектов» Splash! («Сплэш»). В проект также вошли журналистка Мария Слоним, израильский художник Саша Галицкий, а также журналистка, писательница и продюсер журнала «Сноб» Радмила Хакова. Сама Ксения становится шеф-редактором проекта. По словам Яковлева, «Splash! делает в сети ровно то же, что раньше делали „бумажные“ издательства в offline, то есть привлекает к работе талантливых авторов и помогает им монетизировать их способности» и в «предстартовом режиме» набрал 7-миллионную аудиторию в соцсетях. Проект, по словам Ксении, «не взлетел», и летом 2017 года она уходит из издания, а уже осенью того же года портал перестаёт обновляться. Ксения считает, что «бизнес-модель издания себя совершенно не оправдала».
В июле 2017 года Ксения приходит на позицию креативного директора проекта сети городских порталов в Hearst Shkulev Digital. В рамках данного проекта с её участием в августе 2017 года была попытка перезапуска казанского регионального городского портала 116.ru, который в то время был отложен по финансовым соображениям.
В мае 2018 года Ксения задумалась о запуске собственного проекта. Через месяц находятся инвесторы, а в сентябре 2018 года она запускает казанское интернет-издание «Площадь Свободы» и становится его главным редактором. На запуске проекта анонсировались статьи «про исламский феминизм, организацию собственных похорон, паралимпийскую чемпионку, полезную еду, потомственных священников и прочими, и прочими. И, конечно, не без котиков». «Рассказываем о важном, объясняем непонятное, ищем интересное и показываем новое. Ценим жизнь во всех ее проявлениях и исходим из принципов толерантности и равноправия. Ищем интересных героев и рассказываем их истории. Говорим обо всем, что влияет на жизнь людей и может сделать ее лучше», говорилось в описании проекта. В обращении к читателям на сайте сообщалось, что «Площадь Свободы» — это «издание о людях и обществе, а также о том, как люди в нем живут, как хотели бы жить и что им мешает». По словам Ксении, проект старался соблюдать принципы свободной и независимой журналистики. Тем не менее, в июне 2019 года Ксения заявила о своём уходе из проекта вместе с командой из 11 человек, поскольку «разошлось видение будущего» (не уточнив с кем именно). Ксения пожелала удачи проекту и написала, что он продолжит работу без них.
В августе 2019 года Ксения возглавляет казанский интернет-журнал «Инде», став его главным редактором. Во время работы в «Инде», Ксения, вместе с журналисткой Марией Перебаевой, вели подкаст «Вы не понимаете, это другое», посвящённый «миру актуальной повесточки». В выпусках подкаста поднимались такие острые социальные темы современной этики, как шейминг, сексизм, эйджизм, кэнселинг, мизогония, ксенофобия, фем-активизм, толерантность, карьеризм, а также рассуждалось о ненасильственном общении, отношениях и институте брака. В апреле 2021 года Ксения объявляет об уходе из «Инде» и журналистики в целом, прокомментировав это словами «сил моих больше нет» и сообщив, что планирует после небольшого отдыха работать в проекте, связанным с коммерческой коммуникацией и пиаром.
B июне 2021 года Ксения становится заместителем гендиректора по коммуникациям в российском маркетплейсе KazanExpress. На этой должности Ксения рассказывала о взаимодействии с компанией AliExpress, российское подразделение которой приобрело контрольный пакет KazanExpress, о налаживании безотходной доставки товаров, а также поднимала такие социальные вопросы, как проблемы домашнего насилия и донорства костного мозга. В своей работе она использует методы ситуативного пиара и не стесняется самоиронии, например, превратив ограбление одного из пунктов выдачи заказов KazanExpress в интернет-мем или подхватив ироничную идею Wildberries, временно сменив название меркетплейса на «ТатарыВезут».

## Убеждения и взгляды
Ксения считает, что ни в коем случае в медиа нельзя писать пропаганду и поддерживать агрессию и что-либо, что могло бы унизить человека. Придерживается взгляда, что политику, как и религию, необходимо держать при себе. Важным считает право журналистов на доступ к информации, объективность и свободу слова, при этом считает необходимыми навыками в журналистике иметь критическое мышление и избегать беспочвенных обвинений и оценочных суждений. В своих интервью Ксения также подчёркивает необходимость писать для людей, а не для себя, наносить пользу и причинять добро. Казань считает лучшим местом в мире и не собирается переезжать из этого города, при этом неоднократно высказывала симпатии к Екатеринбургу. Любит животных, её дом принимал у себя хамелеона, попугая, кота и взятого в приюте бездомного пса.

## Личная жизнь
Была дважды в браке, находится в разводе. Воспитывает сына Матвея.